# 7e régiment de hussards « roi Guillaume Ier » (1er régiment de hussards rhénan)
Pour les articles homonymes, voir 7e régiment.
Le 7e régiment de hussards « roi Guillaume Ier » (1er régiment de hussards rhénan) est une unité de cavalerie de l'armée prussienne.

## Histoire
Le régiment est créé en 1815 sous le nom de 7e régiment de hussards prussien-occidental  à partir de troupes de l'ancien régiment national de hussards de Silésie, entre autres, et a sa garnison à Posen. Il est stationné à Bonn de 1852 jusqu'à la dissolution de l'unité. Les hussards sont subordonnés à la 15e division d'infanterie. Depuis 1857, le régiment porte le nom du chef du régiment, du roi de Prusse et plus tard empereur allemand Guillaume Ier en complément.

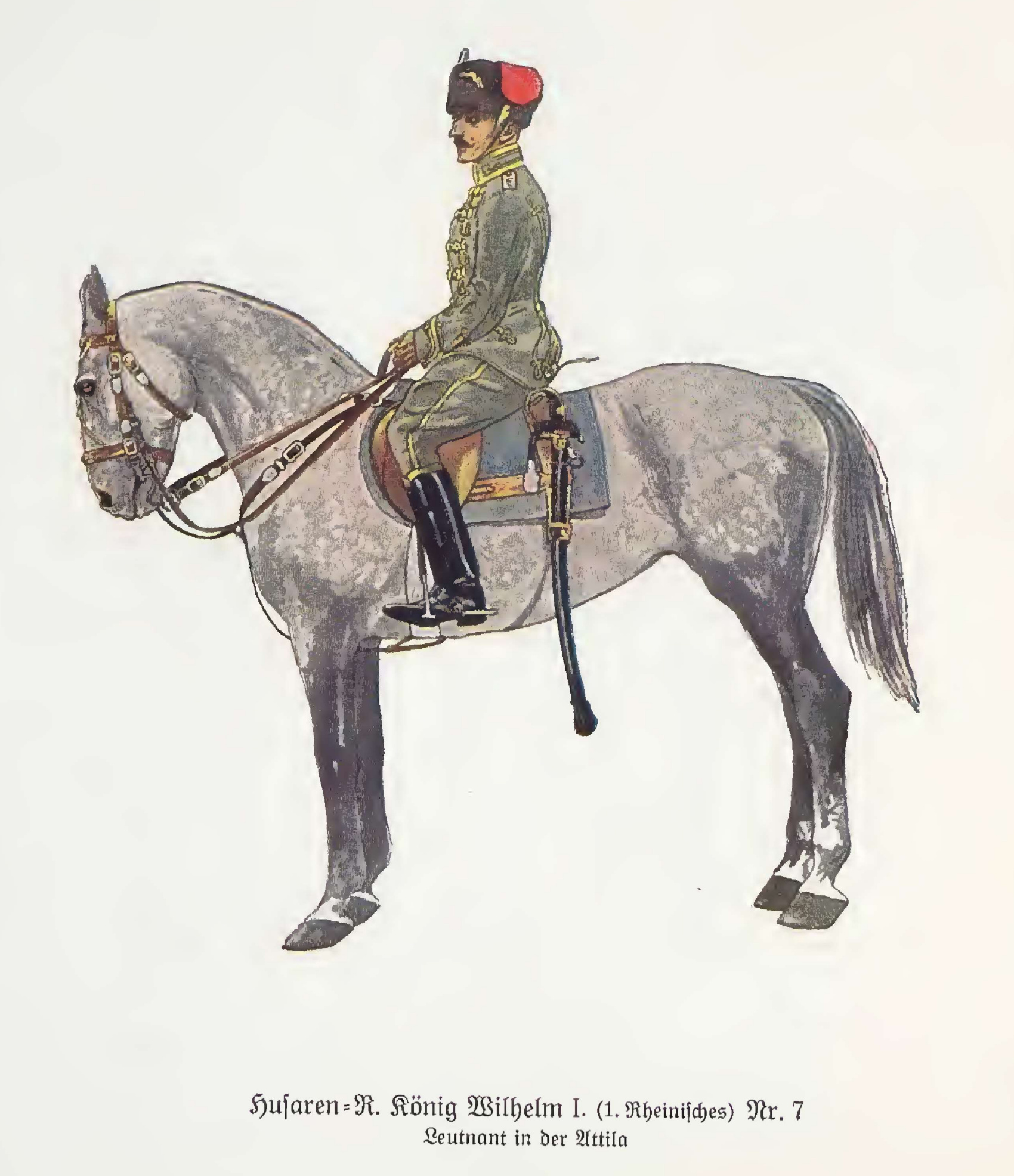
Lieutenant du régiment en Attila de terrain gris (1915)

Le régiment participe aux guerres napoléoniennes en 1813/15, à la guerre austro-prussienne en 1866, à la guerre franco-allemande en 1870/71 et à la Première Guerre mondiale.

### Chefs du régiment
- 1846-1854: Peter von Colomb
- 1857–1888: Guillaume Ier

### Commandants
- 1815-1816: Carl Lazarus Henckel von Donnersmarck (de)
- 1816-1831: Ludwig von Sohr (de)
- 1831-1839: Karl von Rheinbaben
- 1838-1845: August von Wolff (de)
- 1845-1848: Karl von Waltier
- 1848-9999: Leopold von Woedkte
- 1848-1852: Wilhelm Berczwarzowski
- 1852-1856: Eduard von Oriola
- 1856-1859: Wilhelm von Wostrowsky
- 1859-1864: Karl Friedrich von der Goltz
- 1864-1867: Bernhard von Lindern
- 1867-1871: Walter von Loë
- 1871-1880: Henri XIII Reuss de Köstritz
- 1880-1886: Karl von Colomb
- 1886-1891: Friedrich Synold von Schüz (de)
- 1891-1897: Richard von Winterfeld
- 1897-1901: Johann von Mechow
- 1901-1904: Friedrich von Hertzberg
- 1907-1911: Gustav von Arnim
- 1911-1915: Jobst-Hermann Graf und Edler Herr zur Lippe-Biesterfeld-Weissenfeld